# 筑前勝田駅
筑前勝田駅（ちくぜんかつたえき）は、かつて福岡県糟屋郡宇美町にあった日本国有鉄道（国鉄）勝田線の駅（廃駅）である。勝田線の廃線により、1985年（昭和60年）4月1日に廃駅となった。

## 歴史
- 1918年（大正7年）9月19日：筑前参宮鉄道の貨物駅として開設[1]。
- 1919年（大正8年）5月20日：旅客取り扱い開始。普通駅化[1]。
- 1942年（昭和17年）9月19日：筑前参宮鉄道が九州電気軌道（9月21日 西日本鉄道に改称）に合併し宇美線となる。
- 1944年（昭和19年）5月1日：戦時買収により国鉄勝田線となる[1]。
- 1965年（昭和40年）10月1日：貨物の取り扱い廃止[1]による旅客駅化。
- 1984年（昭和59年）2月1日：荷物扱い（※荷物は旅客扱いの一部）廃止[1]。
- 1985年（昭和60年）4月1日：勝田線の廃止により営業廃止[1]。廃駅とされる。

## 駅構造
廃止当時、単式ホーム1面1線を持つ地上駅となっていた。木造駅舎があり、1984年2月1日国鉄ダイヤ改正のときまで同線に客車列車が残されていたこともあって、機回し線もあった。
宮脇俊三著作の「時刻表2万キロ」で、作者がこの駅を訪れたときは、駅名標が志免駅で使用されていたものを裏返し再利用したものになっているなど、赤字ローカル線の勝田線には投資をしないといった姿勢が浮き彫りにされている状況であったと言われる。

## 駅周辺
糟屋炭田の炭鉱があったが、石炭産業の斜陽化もあって閉山となり、廃線前には道路の下にたたずむ住宅地の中にある駅となった。この勝田の名称が付く三菱鉱業勝田鉱業所の石炭輸送の積み出しは、当駅の北側に専用線が並行して香椎線宇美駅の西側の宇美川橋梁付近まで進み、立坑等のあった中心部からの専用線と合わさり、香椎線の宇美川橋梁と交差し、下宇美駅で接続していた。この駅に接続の炭鉱は中小の地元企業の炭鉱であった。
廃駅後、周辺は遊歩道として整備された。当時からある西日本鉄道のバス停はそのまま使用されており、かつて駅が存在していたことを物語るかのように、一段低いところに設けられていた当時の線路（現在の遊歩道）に下りる階段には当時の枕木が流用されている。
現在は駅構内であった場所に、福岡市東区に本社を構えるスーパーマーケットのトライアル宇美店が存在している。

## 隣の駅
日本国有鉄道
勝田線
宇美駅 - 筑前勝田駅